# Cynopoecilus multipapillatus
Cynopoecilus multipapillatus är en fiskart som beskrevs av Costa 2002. Cynopoecilus multipapillatus ingår i släktet Cynopoecilus och familjen Rivulidae. Inga underarter finns listade i Catalogue of Life.